# Boris Korenblum
Boris Isaac Korenblum (em russo:  Борис Исаак Коренблюм; Odessa, 12 de agosto de 1923 – Nova Jérsei, 15 de dezembro de 2011) foi um matemático soviético-israelense-estadunidense, especialista em análise matemática.
Boris Korenblum foi uma criança prodígio em música, línguas e matemática. Começou sua vida profissional como violinista na Escola de Stolyarsky em Odessa. Após vencer uma prestigiosa competição, sua família recebeu um apartamento em Kiev (um evento extraordinário na época), para onde se mudou. Logo depois Boris voltou seu interesse para a matemática. Em 1941, no início da Segunda Guerra Mundial, foi selecionado no Exército Soviético e serviu no final na guerra. Devido a sua fluência em alemão serviu em uma unidade de reconhecimento.
Parece que ele nunca foi um estudante de graduação e, após sua dispensa do Exército Soviético, foi admitido para a pós-graduação no Instituto de Matemática da Academia Nacional de Ciências da Ucrânia, onde recebeu em 1947 o grau de Candidato de Ciências, orientado por Evgeny Yakovlevich Remez. Korenblum obteve em 1956 o Doktor nauk (habilitação) na Universidade Estatal de Moscou. Foi demitido do Instituto de Matemática no auge da campanha anti-semita (junto com todos os outros judeus e também meio-judeus) por volta de 1952, e depois tornou-se professor de matemática no Odessa State Academy of Civil Engineering and Architecture, graças a esforços do professor Yury Dmitrievich Sokolov (1896–1971). Boris Korenblum trabalhou lá até sua emigração para Israel.
De 1974 a 1977 Korenblum foi professor de matemática da Universidade de Tel Aviv. Em 1977 esteve no Instituto de Estudos Avançados de Princeton. Foi professor da Universidade do Estado de Nova Iorque em Albany de 1977 até aposentar-se.
Foi palestrante convidado do Congresso Internacional de Matemáticos em Helsinque (1978: Analytic functions of unbounded characteristic and Beurling algebras). Em novembro de 2003 foi organizada uma conferência em Barcelona para celebrar a passagem de seu aniversário de 80 anos.

## Publicações selecionadas
- “A generalization of Wiener's Tauberian theorem and harmonic analysis of rapidly increasing functions”, Proc. (Trudy) Moscow Math. Soc., 1958, v. 7, 121–148.
- “Closed ideals of ring An, Func. Anal. and Applic. (Moscow), 1972, v. 6, 38–52.
- “An extension of the Nevanlinna theory”, Acta Math., 1975, v. 135, 187–219. doi:10.1007/BF02392019
- “A Beurling-type theorem”, Acta Math., 1977, v. 138, 263–291. doi:10.1007/BF02392318
- «Some problems in potential theory and the notion of harmonic entropy». Bull. Amer. Math. Soc. (N.S.). 8: 459–462. 1983. doi:10.1090/S0273-0979-1983-15120-0
- «A generalization of two classical convergence tests for Fourier series, and some new Banach spaces of functions». Bull. Amer. Math. Soc. (N.S.). 9: 215–218. 1983. doi:10.1090/S0273-0979-1983-15160-1
- com Edward Thomas: «An inequality with applications in potential theory». Trans. Amer. Math. Soc. 279: 525–536. 1983. doi:10.1090/S0002-9947-1983-0709566-X
- «BMO estimates and radial growth of Bloch functions». Bull. Amer. Math. Soc. (N.S.). 12: 99–102. 1985. doi:10.1090/S0273-0979-1985-15302-9
- «On a class of Banach spaces of functions associated with the notion of entropy». Trans. Amer. Math. Soc. 290: 527–553. 1985. doi:10.1090/S0002-9947-1985-0792810-2
- com Leon Brown: “Cyclic vectors in A–∞, Proc. Amer. Math. Soc., 1987, v. 101, 137–138. doi:10.1090/S0002-9939-1988-0915731-9
- com Joaquim Bruna: «A note on Calderón-Zygmund singular integral convolution operators». Bull. Amer. Math. Soc. (N.S.). 16: 271–273. 1987. doi:10.1090/S0273-0979-1987-15515-7
- “Transformation of zero sets by contractive operators in the Bergman space”, Bull. Sci. Math. (2), 1990, v. 114, 385–394.
- “A maximum principle for the Bergman space”, Publicacions Math., 1991, v. 35, 479–486. JSTOR 43736335
- com Kendall Richards: «Majorization and domination in the Bergman space». Proc. Amer. Math. Soc. 117: 153–158. 1993. doi:10.1090/S0002-9939-1993-1113643-3
- com R. O’Neil, K. Richards, and K. Zhu: «Totally monotone functions with applications to the Bergman space». Trans. Amer. Math. Soc. 337: 795–806. 1993. doi:10.1090/S0002-9947-1993-1118827-0
- com Kehe Zhu: "An application of Tauberian theorems to Toeplitz operators." Journal of Operator Theory, 1995, 353–361. JSTOR 24714916
- com A. Mascuilli and J. Panariello: «A generalization of Carleman's uniqueness theorem and a discrete Phragmén-Lindelöf theorem». Proc. Amer. Math. Soc. 126: 2025–2032. 1998. doi:10.1090/S0002-9939-98-04239-7
- com Håkan Hedenmalm and Kehe Zhu: Theory of Bergman Spaces, Springer, 2000.[9]
- com John C. Racquet: “Concurrence of Uniqueness and Boundedness Conditions for Regular Sequences”, Complex Variables, 2000, v. 41, 231–239. doi:10.1080/17476930008815251
- com Catherine Beneteau: “Jensen type inequalities and radial null sets”, Analysis, 2001, v. 21, 99–105.
- com Emmanuel Rashba: “Classical properties of low-dimensional conductors”, Phys. Rev. Letters, 2002, v. 89, no. 9. doi:10.1103/PhysRevLett.89.096803
- com C. Beneteau: “Some coefficient estimates for Hp functions”, Proc. of the International Conference in Karmiel (Israel), 2004.